# Liste de personnalités liées à Issy-les-Moulineaux
Liste de personnalités étant nées ou ayant vécu à Issy-les-Moulineaux (Hauts-de-Seine).

## Sont nés à Issy-les-Moulineaux
- Thierry Adam, journaliste sportif ;
- Ali, rappeur ayant formé le duo Lunatic avec Booba ;
- Christophe Chassol, compositeur, arrangeur et claviériste français de génie.
- Leïla Bekhti, actrice ;
- Eva Berberian, chanteuse ;
- André Bouchet, Passe-Partout dans Fort Boyard ;
- Charles-François Bourgeois (1759-1821), général d'Empire ;
- Jean-Christophe De Clercq, plasticien ;
- Cédric Derlyn, caméraman ;
- Thierry Godard, acteur ;
- Léa Griton-Noël, née en 1992, astrophysicienne ;
- Lionel Guibout, peintre;
- Sacha Judaszko, humoriste ;
- Paul Landormy, musicologue ;
- Manu Larcenet, auteur de bande dessinée ;
- Pierre Lottin, acteur français ;
- Natusha, chanteuse vénézuélienne ;
- Napoléon Mortier de Trévise, duc de Trévise ;
- Jacques Piette (1916-1990), alias Personne, résistant, Compagnon de la Libération[1]

Le nombre de naissances sur la commune est cependant très faible en raison de l'absence de maternités et d'urgences hospitalières.

## Sont morts à Issy-les-Moulineaux
- Lucie Aubrac, résistante française, décédée le 14 mars 2007 ;
- Maurice Berteaux, ministre de la Guerre, tué le 21 mai 1911 alors qu'il assistait, avec le président du Conseil Ernest Monis et le Préfet de police Louis Lépine, au départ de la course d'aéroplanes Paris-Madrid ;
- Alexandre de Bar (1821-1914), peintre, dessinateur et graveur ;
- François Victor Le Tonnelier de Breteuil (17 avril 1686-7 janvier 1743), ministre de la Guerre, mourut d'apoplexie à Issy le 7 janvier 1743 chez le cardinal de Fleury ;
- André Hercule, cardinal de Fleury y est mort, le 14 janvier 1743 ;
- Raymond Delbeke (1911-1961), Combattant et Résistant 1939-1945, assassiné par un terroriste le 7 avril 1961 à Issy-Les-Moulineaux.
- Jacques Chabannes, producteur de télévision et réalisateur, décédé en 1994 ;
- Francine Bloch, critique littéraire et musicale, décédée en 2005 à l'hôpital Corentin-Celton ;
- Robert Charpentier, cycliste (a donné son nom au palais des sports de la ville) ;
- Marie-Louise Druilhet (1897-1992), peintre ;
- Aristide Frémine, écrivain, en 1897 ;
- Jean Teillet, homme le plus âgé de France, peut-être même du monde jusqu'en 1977.
- Alexis Santini, aviateur, pionnier de l'emploi des hélicoptères dans l'Armée de l'air, oncle du maire André Santini et époux du médecin général inspecteur Valérie André, le 31 janvier 1997.

## Ont vécu à Issy-les-Moulineaux
- Henri IV et Marguerite de Valois, sa première épouse ;
- Saint Vincent de Paul ;
- Marie de Médicis ;
- Louis XIII enfant ;
- Madame de Sévigné ;
- Bossuet ;
- Fénelon ;
- Talleyrand ;
- Lacordaire ;
- Ernest Renan ;
- Auguste Rodin ;
- Henri Matisse ;
- Rika Zaraï ;
- Évelyne Thomas ;
- Jérôme Rothen ;
- Laurent Fontaine ;
- Robert Doisneau ;
- Christophe Josse ;
- Guy Ducoloné ;
- Alain Abbott, compositeur ;
- Clara Benoits, syndicaliste
- Madeleine Vincent, femme politique, résistante communiste et déporté.

## Pour approfondir